# Patrick Cotti
Patrick Cotti (* 23. November 1962; heimatberechtigt in Lavizzara) ist ein Schweizer Politiker (parteilos; Alternative – die Grünen Zug).

## Leben
Cotti studierte Germanistik, Musikwissenschaft und Literaturkritik an der Universität Zürich und schloss mit dem Lizenziat ab. Anschliessend war er vor allem im sozialen Bereich tätig, unter anderem in der Drogenstation Frankental und bei einem regionalen Arbeitsvermittlungszentrum und war zwischen 1989 und 1992 Redaktor bei verschiedenen Zeitungen im Kanton Zug. Von 1999 bis 2006 übernahm er die Leitung der Strafanstalt in Zug.
Von 1999 bis 2004 war er im Grossen Gemeinderat der Stadt Zug. Er war damals noch parteilos, gehörte aber der Fraktion der Alternativen Kanton Zug an. Von 2005 bis 2007 war er im Vorstand dieser Partei. Von Januar 2007 bis 2010 gehörte er dem Zuger Regierungsrat an und leitete dort die Direktion für Bildung und Kultur. Er wurde 2010 nicht wiedergewählt. Nach seiner Abwahl nutzte Cotti die Zeit für ein Nachdiplomstudium in Unternehmensführung an der Hochschule in Basel. Danach wurde er per 1. Dezember 2011 neuer Direktor des Laufbahnzentrums der Stadt Zürich. Per 1. August 2017 wurde Cotti Direktor des Schweizerischen Kompetenzzentrums Justizvollzug (SKJV).
Cotti ist verheiratet und hat drei Kinder.